# Élodie Frenck

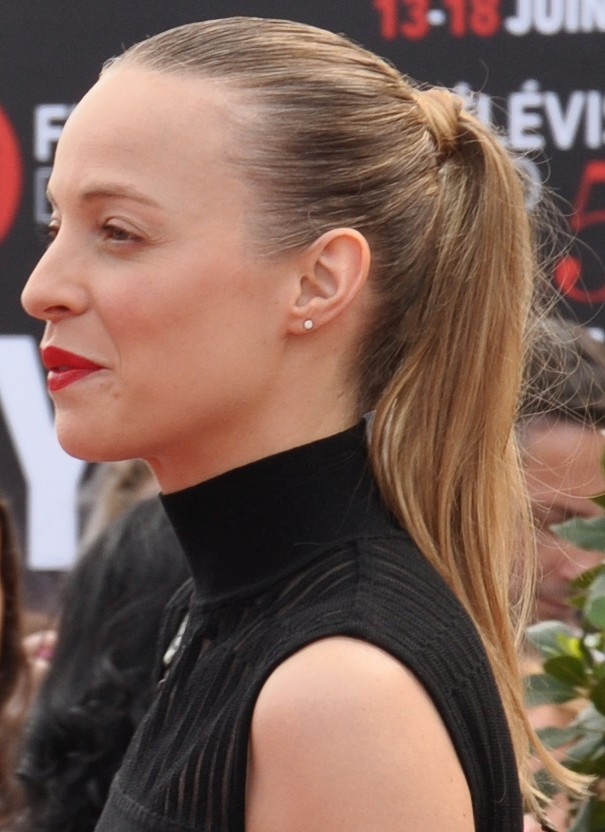
Élodie Frenck (2015)

Élodie Frenck (* 1. Januar 1975 in Lausanne) ist eine französisch-schweizerische Schauspielerin mit peruanischen Wurzeln. Bekannt wurde sie durch ihre Rolle als Marlène Leroy in der Serie Agatha Christie: Mörderische Spiele.

## Biografie
Die Tochter des peruanischen Kinderarztes und Familientherapeuten Nahum Frenck und der Französin Sylviane Roche hat einen Bruder mit Namen Emmanuel. Ihre Eltern liessen sich scheiden, als sie zwei Jahre alt war. 1993 legte sie ihre Matura ab. Élodie Frenck studierte von 1994 bis 1997 Schauspiel, zunächst an der Belle de Mai, von der sie auf den Cours Florent wechselte. Von 1989 bis 1997 war sie Mitglied einer Schweizer Improvisationstheater-Gruppe. Sie erlangte Bekanntheit durch Rollen in Fernsehen und Kino sowie am Theater. Am 16. September 2013 erhielt sie beim Festival de la fiction TV de La Rochelle für die Rolle der Marlène in Agatha Christie: Mörderische Spiele beim Sender France 2 den Preis für die beste Nachwuchsschauspielerin.
Frenck lebt mit dem Regisseur Hervé Ruet zusammen, 2012 wurde der gemeinsame Sohn Abel geboren. Im März 2017 kam ihr zweiter Sohn Esteban zur Welt. Ende Dezember 2004 erlebte sie im thailändischen Ko Phi Phi nach dem Erdbeben im Indischen Ozean den verheerenden Tsunami.

## Filmografie

### Kino
- 1993: Die Kindheit des Sonnenkönigs (Louis, enfant roi)
- 1994: Mourir d’amour
- 1998: La vieille barrière (Kurzfilm)
- 1998: Casting: Ça va pas du tout (Kurzfilm)
- 1998: Toulouse-Lautrec
- 1999: Das Wesen der Schönheit (Les infortunes de la beauté)
- 2000: Cours toujours
- 2000: Red Shoe Diaries 18: The Game
- 2001: Backstage (Kurzfilm)
- 2001: Mademoiselle
- 2001: Confession d’un dragueur
- 2001: Wasabi – Ein Bulle in Japan (Wasabi)
- 2002: La maîtresse en maillot de bain
- 2002: Fleurs de sang
- 2002: Besessen (Possession)
- 2003: Rien que du bonheur
- 2003: France Boutique
- 2004: The Venus Project (Kurzfilm)
- 2005: Tu vas rire, mais je te quitte
- 2005: Love Is in the Air
- 2008: Comme les autres
- 2009: Rose et noir
- 2010: Der Auftragslover (L‘Arnacœur)
- 2012: Les papas du dimanche
- 2015: Deux au carré

### Fernsehen
- 1992: Chien et Chat (TV-Serie, 1 Folge)
- 1994: Red Shoe Diaries (TV-Serie, Folge 3.04)
- 1995: Highlander (TV-Serie, Folge 3.15)
- 2000: Police district (TV-Serie, Staffel 1)
- 2000: La Femme de mon mari
- 2001: P.J. (TV-Serie, Folge 5.12)
- 2001: Avocats & associés (TV-Serie, Folge 4.05)
- 2002: Crimes en série (TV-Serie, Folge 1.08)
- 2002: Notes sur le rire
- 2003: Une amie en or
- 2004: Le fond de l’air est frais
- 2005: Faites comme chez vous (TV-Serie, 19 Folgen)
- 2005: Kommissar Navarro (Navarro; TV-Serie, Folge 17.04)
- 2005: Venus und Apoll (Vénus & Apollon; TV-Serie, Folge 1.15)
- 2005: Joséphine, ange gardien (TV-Serie, Folge 10.01)
- 2006: Le juge est une femme (TV-Serie, Folge 2.13)
- 2007: Suspectes (TV-Miniserie)
- 2007: Krieg und Frieden (War and Peace; TV-Miniserie)
- 2008: Duval et Moretti (TV-Serie, Folge 1.19)
- 2008: Avocats & associés (TV-Serie, Folge 17.06)
- 2009: Femmes de loi (TV-Serie, Folge 9.08)
- 2009: Nous ne sommes pas des saints (TV-Serie, 3 Folgen)
- 2010: Enquêtes réservées (TV-Serie, 7 Folgen)
- 2011: La plus pire semaine de ma vie (TV-Miniserie)
- 2011: T’es pas la seule – Ein Hoch aufs Leben! (TV-Serie, 2 Folgen)
- 2011: Bienvenue à Bouchon
- 2012: Mange
- 2013: Les complices
- 2013–2019: Agatha Christie: Mörderische Spiele (Les Petits Meurtres d’Agatha Christie; TV-Serie, Staffel 2, 27 Episoden)
- 2014: Fais pas ci, fais pas ça (TV-Serie, Folge 7.06, Marie Herenberg)
- 2014: Vogue la Vie!
- 2015: Mary Higgins Clark: Mysteriöse Verbrechen – Wo waren sie, Dr. Highley? (Collection Mary Higgins Clark, la reine du suspense; TV-Serie, Folge:  La clinique du docteur H)
- 2015: Deux au carré

## Theater
- 1996: Der Widerspenstigen Zähmung, inszeniert von Pascal Goethals am Nouveau Théâtre populaire des Flandres
- 1996: Arlequin poli par l’amour von Pierre Carlet de Marivaux, inszeniert von Cédric Prevost
- 2005: Comme par hasard, inszeniert von Kên Higelin am Ciné 13 Théâtre
- 2006: Jour de neige, inszeniert von Philippe Lellouche am Palais des Glaces

## Auszeichnungen
- 2011: nominiert als beste Schauspielerin in einer Comedyserie (zusammen mit Isabelle Caillat) auf dem Festival de Télévision de Monte-Carlo
- 2013: Preis für die beste Jungdarstellerin beim Festival de la fiction TV de La Rochelle für Agatha Christie: Mörderische Spiele